# Такума Абе
Такума Абе (яп. 阿部 拓馬; нар. 5 грудня 1987, Кодайра, Токіо, Японія) — японський футболіст, нападник.

## Життєпис

### Ранні роки
Грати у футбол почав завдяки двом старшим братам. Навчався у Середній школі Куруме Ніші Футболом розпочав займатися в «Кодайра Ілевен», де виступав до 2000 року. Потім грав за «Віду», перш ніж 2003 року не приєднався до «Йокагава Мусосіно». З 2006 по 2010 рік грав за футбольну команду «Університету Хосей».

### «Токіо Верді»
У січня 2010 року вільним агентом перейшов до «Токіо Верді» з Джей-ліги 2. Дебютував у дорослому футболі 10 квітня 2010 року в програному (0:1) для столичного клубу поєдинку проти «Ехіме», в якому вийшов на заміну в другому таймі. У своєму першому професійному сезоні провів 20 матчів — хоча лише в чотирьох з них виходив зі старту — і відзначився трьома голами. У наступному сезоні 2011 року зробив особистий прорив: зміг закріпитися як основний гравець, відзначився 16 голами у 33 матчах чемпіонату, а також віддав три гольові передачі. Абе, якого в «Верді» здебільшого використовували як «відтягнутого нападника» або як центрального форварда, вдалося покращити результативність наступного сезону: у 40 матчах чемпіонату не лише сам відзначився 18 голами, але й віддав 14 результативних передач своїм товаришам по команді.

### «Аален»
Після завершення сезону в Японії, який ознаменував закінчення його контракту з «Верді», у грудні 2012 року провів пробне тренування з клубом другого дивізіону Німеччини «Уніон» (Берлін). Однак клуб відмовився його підписувати через мовні труднощі та проблеми з інтеграцією. У січні 2013 року після перегляду приєднався до клубу Другої Бундесліги «Аален». Інший гравець Сідімар Родрігес да Сілва там знав японську мову. Зі швабами він підписав контракт на два з половиною роки до літа 2015 року. Дебютував за команду в чемпіонаті 16 лютого 2013 року в програному (0:1) поєдинку проти берлінської «Герти», в якому вийшов на поле на 65-й хвилині. Першим голом за клуб відзначився 17 березня 2013 року на 90-й хвилині нічийного (2:2) поєдинку проти «Зандгаузена». По ходу другої половини сезону провів загалом дев'ять матчів, у яких відзначився двома голами та віддав одну результативну передачу. У системі 4-5-1, яку практикує тренер Ральф Газенгюттль, він грав у центрі атакувального півзахисту. У наступному сезоні 2013/14 років не зміг розвинути те, що показав раніше; наступник Хазенхюттля Штефан Рутенбек здебільшого грав за системою 4-3-3, Абе здебільшого показував погані результати на тренуваннях. Хоча Абе дозволили вийти в стартовому складі в програному (0:2) поєдинку другого раунду Кубку Німеччини проти клубу вищого дивізіону «Вольфсбурга», Такума лише п'ять разів ненадовго з'являвся в чемпіонаті після того, виходив виключно з лави запасних.

### «Ванфоре Кофу»
Влітку 2014 року знову покинув Німеччину та повернувся до Японії, де підписав контракт з клубом вищого дивізіону «Ванфоре Кофу». Дебютував за нову команду 19 липня 2024 року. Сврїм першим голом за клуб відзначився на 26-й хвилині у ворота «Кавасакі Фронтале».

### «Токіо»
Дебютував за столичний клуб 27 лютого 2016 року в поєдинку проти «Омії Ардії». Своїм першим голом за клуб відзначився 11 березня 2016 року у матчі проти «Віссел Кобе». Влітку 2017 року залишив клуб.

### «Ульсан Хьонде»
Дебютував за «Ульсан» 15 липня 2017 року в поєдинку проти «Кванджу». Першим голом за клуб відзначився на 58-й хвилині у поєдинку проти «Тегу». Разом з командою виграв Кубок Південної Кореї.

### «Вегалта Сендай»
У січні 2018 року підписав 2-річний контракт з клубом першого дивізіону «Вегалта Сендай». Дебютував за «Вегалту» 25 лютого 2018 року в поєдинку проти «Касіви Рейсол». 18 березня 2018 року відзначився своїм першим голом за клуб у поєдинку проти «Сімідзу С-Палс». До кінця 2019 року провів за клуб з Сендаю 31 матч чемпіонату.

### «Рюкю»
У 2020 році перейшов до клубу другого дивізіону чемпіонату Японії «Рюкю». Дебютував за нову команду 23 лютого 2020 року в поєдинку проти «ДЖЕФ Юнайтед». Дебютним голом за «Рюкю» відзначився на 32-й хвилині поєдинку проти «Авіспи Фукуоки». Наприкінці сезону 2022 року «Рюкю» посів передостаннє місце в таблиці та вилетів до третього дивізіону. У 2022 році зіграв у 15 матчах і забив три голи, але 27 серпня отримав травму в 33-му матчі Джей-ліги 2 проти «Міто Холліхок», розрив лівого ахіллового сухожилля, і йому було поставлено діагноз: період повного відновлення триватиме приблизно шість місяців. 15 листопада 2023 року клуб оголосив про закінчення терміну дії контракту Абе.

### «Йокагава Мусосіно»
7 лютого 2024 року оголосив про свій перехід до «Йокагава Мусосіно» з Японської футбольної ліги.
17 січня 2025 року було оголошено, що він завершив наприкінці сезону 2024 року.

## Особисте життя
З грудня 2012 року одружений на Сатомі Абе, яка була менеджером відділення модного магазину в Токіо.

## Статистика виступів

### Клубна
Станом на 18 лютого 2019 року
| Клуб              | Сезон             | Ліга  | Ліга | Нац. кубок | Нац. кубок | Кубок ліги | Кубок ліги | Конт. кубок | Конт. кубок | Загалом | Загалом |
| Клуб              | Сезон             | Матчі | Голи | Матчі      | Голи       | Матчі      | Голи       | Матчі       | Голи        | Матчі   | Голи    |
| ----------------- | ----------------- | ----- | ---- | ---------- | ---------- | ---------- | ---------- | ----------- | ----------- | ------- | ------- |
| «Токіо Верді»     | 2010              | 20    | 3    | 1          | 0          | –          | –          | –           | –           | 21      | 3       |
| «Токіо Верді»     | 2011              | 33    | 16   | 2          | 2          | –          | –          | –           | –           | 35      | 18      |
| «Токіо Верді»     | 2012              | 40    | 18   | 1          | 0          | –          | –          | –           | –           | 41      | 18      |
| «Аален»           | 2012–13           | 9     | 2    | 0          | 0          | –          | –          | –           | –           | 9       | 2       |
| «Аален»           | 2013–14           | 4     | 0    | 1          | 0          | –          | –          | –           | –           | 5       | 0       |
| «Ванфоре Кофу»    | 2014              | 14    | 1    | 0          | 0          | –          | –          | –           | –           | 14      | 1       |
| «Ванфоре Кофу»    | 2015              | 30    | 5    | 2          | 2          | 2          | 1          | –           | –           | 34      | 8       |
| «Токіо»           | 2016              | 11    | 1    | 1          | 0          | 0          | 0          | 9           | 2           | 21      | 3       |
| «Токіо»           | 2017              | 10    | 0    | 1          | 0          | 7          | 3          | –           | –           | 18      | 3       |
| «Ульсан Хьонде»   | 2017              | 12    | 1    | 3          | 0          | –          | –          | –           | –           | 15      | 1       |
| «Вегалта Сендай»  | 2018              | 24    | 2    | 4          | 0          | 3          | 0          | –           | –           | 31      | 2       |
| Усього за кар'єру | Усього за кар'єру | 207   | 49   | 16         | 4          | 12         | 4          | 9           | 2           | 244     | 59      |

1. ↑  Включаючи Кубок Імператора Японії та Кубок Німеччини.
2. ↑  Включаючи Кубок Джей-ліги.
3. ↑  Включаючи Лігу чемпіонів АФК.

## Досягнення

### «Ульсан Хьонде»
- Кубок Південної Кореї
  -  Володар (1): 2017